# YZ Reticuli
YZ Reticuli, även känd som Nova Reticuli 2020, var en nova i stjärnbilden Rombiska nätet som upptäcktes den 15 juli 2020. Tidigare var den känd som ett objekt av typ VY Sculptoris med beteckningen MGAB-V207. Den har haft en skenbar magnitud av ca 3,7-18,0 och var vid tiden för utbrottet synlig för blotta ögat där ljusföroreningar ej förekommer. Baserat på parallax enligt Gaia Data Release 2 på ca 0,32 mas, beräknas den befinna sig på ett avstånd på 2703+365
−293 parsek) från solen.
Objektets variabilitet upptäcktes först av amatörastronomen Gabriel Murawski och rapporterades den 6 augusti 2019 med beteckningen MGAB-V207. Arkiverade fotometridata från Catalina Realtidstransient Survey och ASAS-SN visade novaliknande (NL) ljusvariationer mellan magnitud 15,8 och 17,0, vilket tyder på en djup skymningshändelse i slutet av 2006. Spektrumet visar en het underdvärg (sdB) eller en tidig vit dvärg, som överensstämmer med typobjekt VY Sculptoris.

## Novautbrott

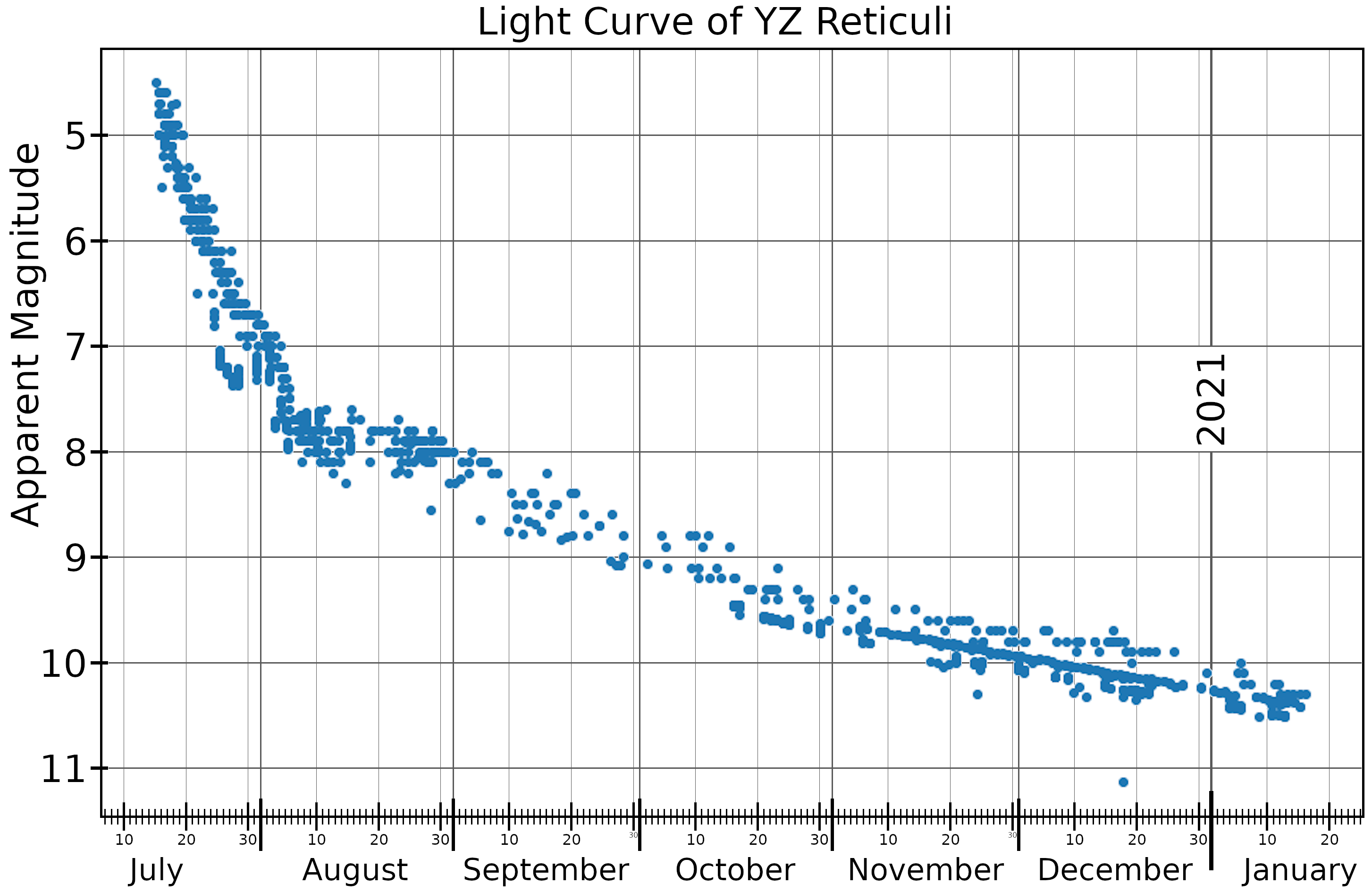
Ljuskurva för YZ Reticuli plottad från AAVSO-data

Den 15 juli 2020 upptäckte Robert H. McNaught en ljusstark transient (magnitud 5,3) vid positionen för MGAB-V207 som bekräftades spektroskopiskt den 16 juli av Southern African Large Telescope (SALT) som en klassisk nova. Spektrumet innehåller Balmer, OI och Fe II emissionslinjer med P Cygni-profiler.  Spektrumanalys från observationer av Advanced Technology Telescope visade en likhet med Nova Sagittarii 1991, tre dagar efter maximal ljusstyrka. Bilder före upptäckten visade att ljustoppen inträffade den 9 juli 2020 med magnituden 3,7. Under dygnen efter upptäckten försvagades novan med 0,2-0,3 magnitud per dygn.  Detta är det tredje fallet när en redan känd kataklysmisk variabel har genomgått ett klassiskt novautbrott, efter V407 Cygni och V392 Persei.
Omloppsperioden för YZ Reticuli är 0,1324539 dygn (3 timmar, 10 minuter och 44 sekunder), men under månaderna efter utbrottet oscillerade ljuskurvan också med perioder på 0,1384 och 0,1339 dygn. Dessa är sannolikt relaterade till ackretionsskivan och representerar ett fenomen liknande superhumps.